# Nanshui Shuiku
Nanshui Shuiku (kinesiska: 南水水库) är en reservoar i Kina. Den ligger i provinsen Guangdong, i den södra delen av landet, omkring 190 kilometer norr om provinshuvudstaden Guangzhou. Nanshui Shuiku ligger 211 meter över havet. Arean är 31 kvadratkilometer. I omgivningarna runt Nanshui Shuiku växer i huvudsak blandskog. Den sträcker sig 17,7 kilometer i nord-sydlig riktning, och 8,6 kilometer i öst-västlig riktning.
Genomsnittlig årsnederbörd är 2 267 millimeter. Den regnigaste månaden är maj, med i genomsnitt 445 mm nederbörd, och den torraste är oktober, med 32 mm nederbörd.